# 폴타바현

폴타바현의 문장

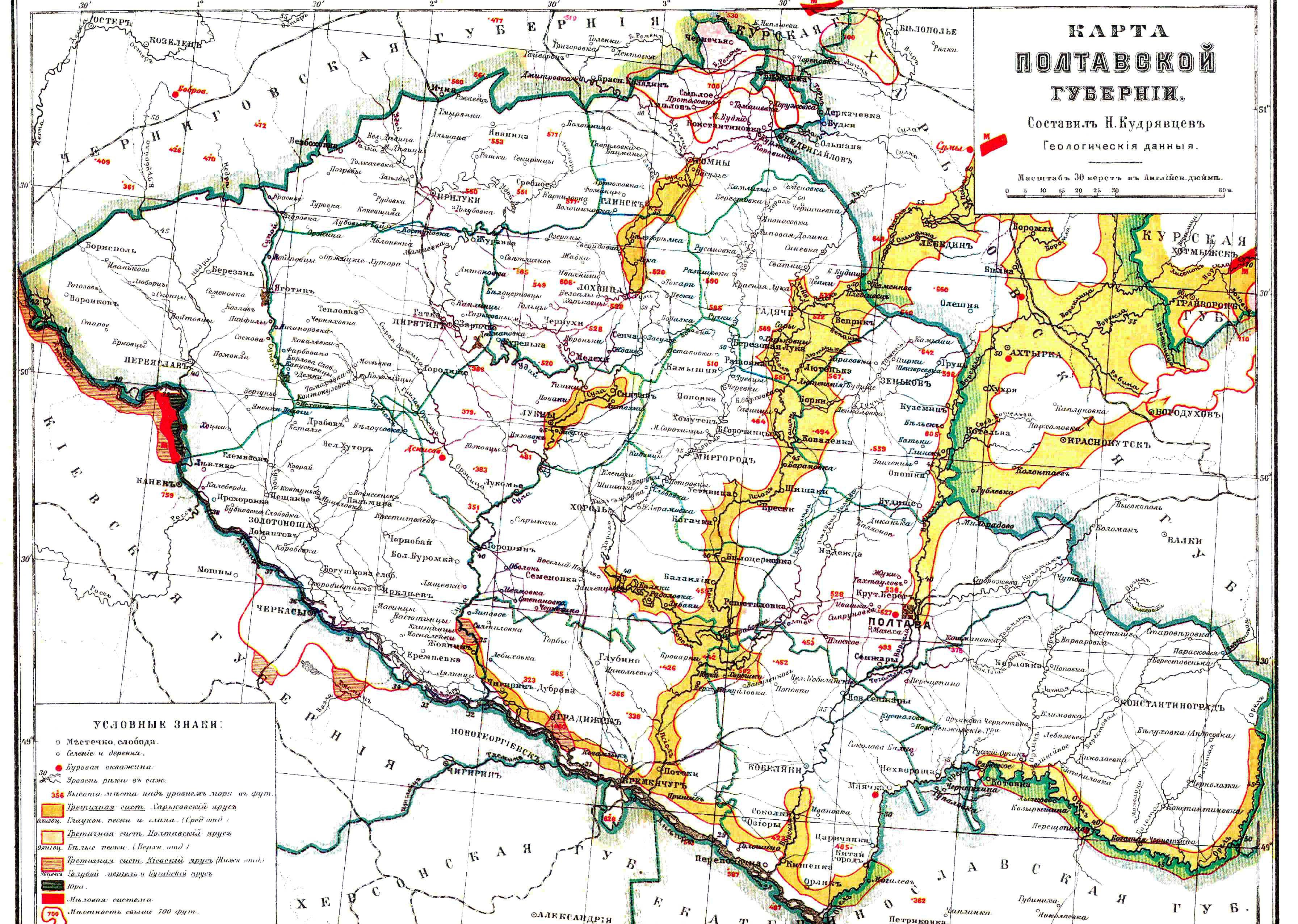
폴타바현의 지도

폴타바현(러시아어: Полтавская губерния)은 1802년부터 1925년까지 존재했던 러시아 제국의 현으로 현도는 폴타바이며 면적은 49,894km2, 인구는 2,778,151명(1897년 당시 기준)이다. 현재의 우크라이나 폴타바주에 걸쳐 있었다.